# Brilliant (Colombie-Britannique)
Pour les articles homonymes, voir Brilliant (homonymie).
Brilliant est une localité située dans la province de la Colombie-Britannique, dans la région de Kootenay.